# Ворошиловський
Ворошиловський (рос. Ворошиловский) — селище Розсошанського району Воронезької області. Входить до складу Копенкінського сільського поселення.
Населення становить 241 особа (2010).